# Masdevallia schizopetala
Masdevallia schizopetala är en orkidéart som beskrevs av Friedrich Fritz Wilhelm Ludwig Kraenzlin. Masdevallia schizopetala ingår i släktet Masdevallia och familjen orkidéer. Inga underarter finns listade i Catalogue of Life.